# Pernille Jørgensen
Pernille Jørgensen (Copenhague, 5 de maio de 1971) é uma ex-jogadora de vôlei de praia dinamarquesa  sagrou-se semifinalista no Campeonato Europeu de 1996 na Itália

## Carreira
Em 1993 competia com Louise Sommer e foram campeãs nacionais e no ano de 1994 foram vice-campeãs. Com Camilla Petersen alcançou o bicampeonato nacional em 1995 e conquistou o tricampeonato nacional ao lado de Louise Sommer em 1997.No Circuito Mundial de 1995,ao lado de Camilla Funck, estreou no Aberto de Hermosa Beach e terminaram na quadragésima terceira posição, obtendo também o trigésimo posto nos Abertos de Pusan e Espinho, vigésimo nono lugar no Aberto de Bali, vigésimo sétimo posto no Aberto de Osaka,  e o vigésimo sexto lugar  no Aberto de Brisbane
No ano esportivo de 1996, esteve ao lado de Camilla Funck, alcançando a quarta colocação no Campeonato Europeu de Voleibol de Praia de 1996 em Pescara terminaram o décimo terceiro lugar no Challenge de Vasto, competiram no circuito mundial terminaram na vigésima quinta posição na Série Mundial de Maceió, em vigésimo quinto lugar no Grand Slam de Carolina (Porto Rico), na décima sétima  posição nas Séries Mundiais de Recife, Hermosa Beach e Salvador, alcançaram o décimo terceiro posto nas Séries Mundiais de Espinho e Ostende, ainda terminaram em nono lugar na Série Mundial de Jacarta e o sétimo posto na Série Mundial em Pusan, e competiram  no circuito mundial de 1997  e terminaram na décima sétima posição no Aberto do Rio de Janeiro.

## Títulos e resultados
- Campeonato Europeu de 1996